# Грабув-Рицький
Грабув-Рицький (пол. Grabów Rycki) — село в Польщі, у гміні Новодвур Рицького повіту Люблінського воєводства.
Населення — 339 осіб (2011).

## Демографія
Демографічна структура станом на 31 березня 2011 року:
|          | Загалом | Допрацездатний вік | Працездатний вік | Постпрацездатний вік |
| -------- | ------- | ------------------ | ---------------- | -------------------- |
| Чоловіки | 174     | 37                 | 123              | 14                   |
| Жінки    | 165     | 28                 | 104              | 33                   |
| Разом    | 339     | 65                 | 227              | 47                   |